# Centre international de recherche théâtrale
Le Centre international de recherche théâtrale (CIRT) est une troupe de théâtre expérimentale créée en 1970 par le metteur en scène et écrivain britannique Peter Brook. 
Réunissait des acteurs de tous les horizons, aussi bien américains qu’européens, japonais ou iraniens, il devient le Centre international de créations théâtrales après son installation au théâtre des Bouffes-du-Nord en 1974.